# Chrysosoma bauvieri
Chrysosoma bauvieri är en tvåvingeart som beskrevs av Octave Parent 1927. Chrysosoma bauvieri ingår i släktet Chrysosoma och familjen styltflugor. Inga underarter finns listade i Catalogue of Life.